# Emiliano Insúa
Emiliano Adrian Insúa Zapata (født 7. januar 1989) er en argentinsk fodboldspiller, der spiller for den tyske klub VfB Stuttgart. Hans position er venstre back.